# كارلا غارسيا
كارلا باربر غارسيا (بالإسبانية: Carla Barber García)‏ (ولدت في 18 مايو 1990) طبيبة إسبانية وعارضة أزياء وحاملة لقب ملكة جمال المسابقة التي توجت 
ملكة جمال إسبانيا 2015 وتمثل بلدها في ملكة جمال الكون 2015.

## حياتها الشخصية

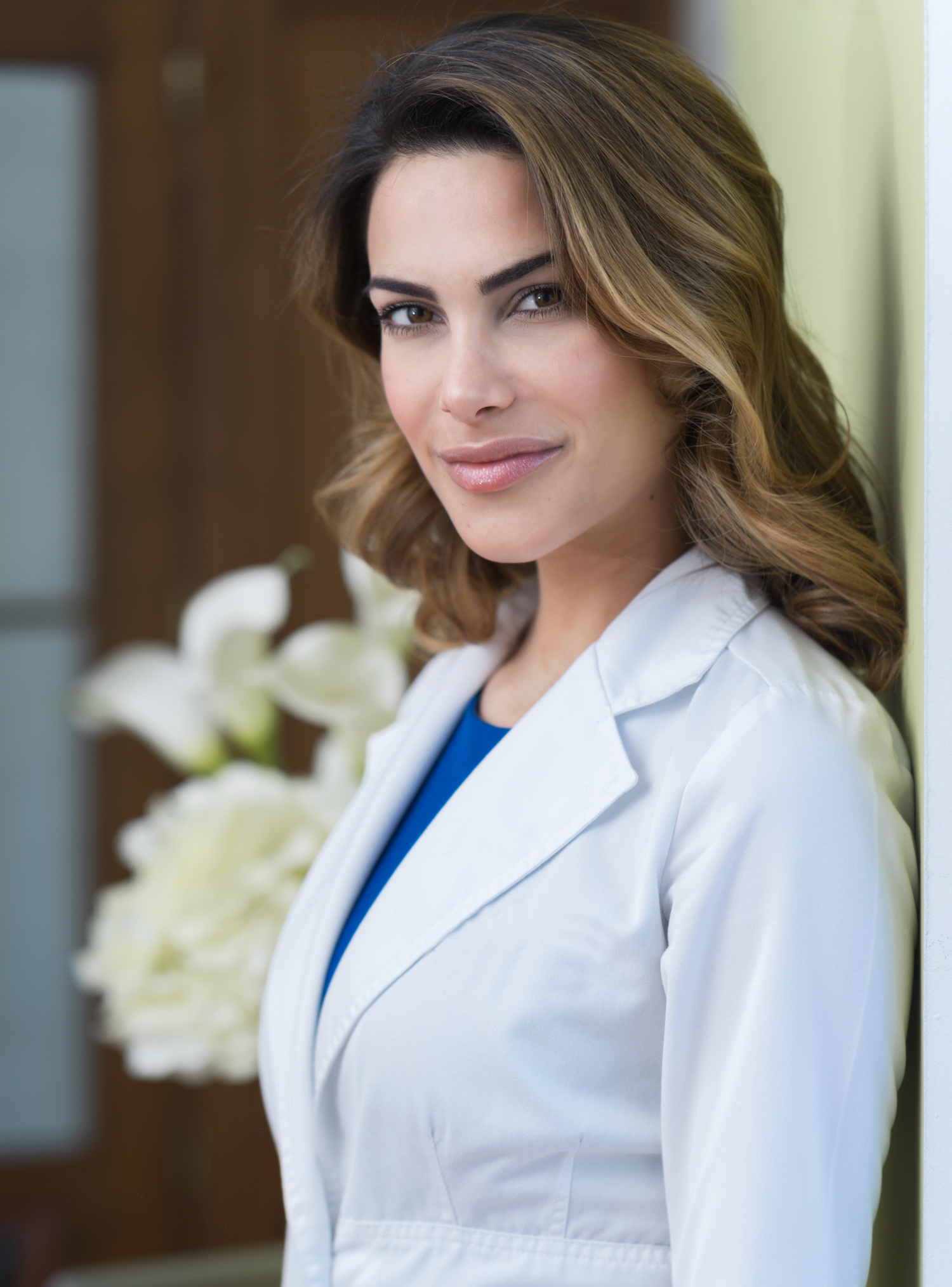
دكتورة كارلا باربر جارسيا

كارلا جارسيا كانت الصديقة الحميمة السابقة سيسك فابريجاس ، وقد ارتبطا بعلاقة طويلة استمرت 7 سنوات، أي أنهما كانا على علاقة حب منذ المراهقة، قبل أن ينفصل عنها عام 2011 

## روابط خارجية
- موقع ملكة جمال إسبانيا الرسمي - حاملات اللقب السابقات
- كارلا غارسيا على إنستغرام